# Зоотехнік

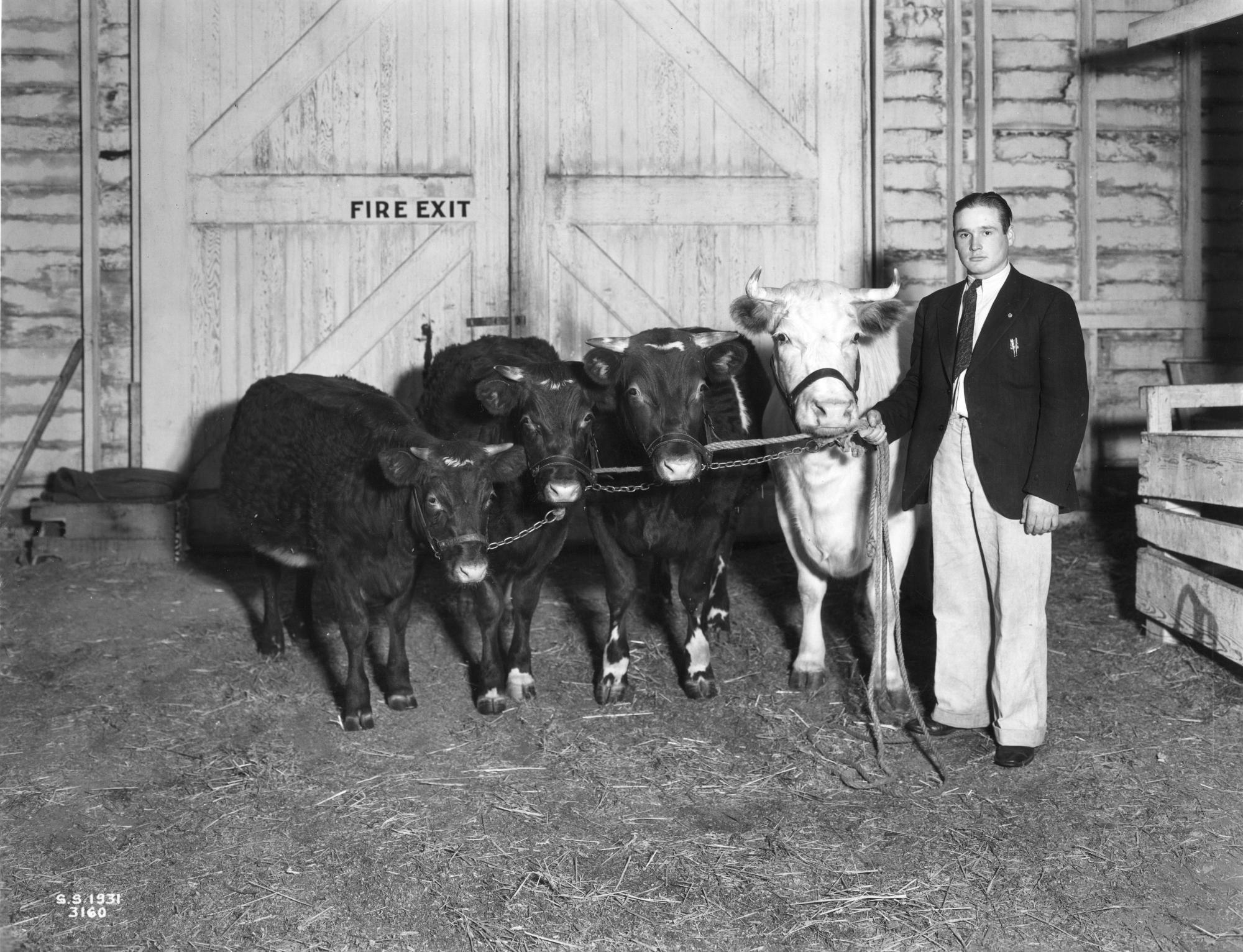
Кліфф Конрад із чемпіоном стада

Зоотехнік — фахівець у галузі зоотехнії; спеціаліст, що займається зоотехнією.
Водночас слово «технік» вказує на кваліфікацію, отриману в середньому спеціальному навчальному закладі (технікумі, коледжі), а «інженер» — у виші (інституті, сільскогосподарській академії). Зоотехнік уживається і для загальної форми — працівник у галузі зоотехнії.

## Зоотехнік у Класифікаторі професій ДК 003:2010
У 2010 році розроблено Національний класифікатор України ДК 003:2010 «Класифікатор професій», затверджений наказом Держспоживстандарту України від 28.07.2010 № 237, який набрав чинності з листопада 2010 року. В цьому класифікаторі професій представлена і професія зоотехніка.
| Код КП | КОД ЗКППТР | Професійна назва роботи                                                 |
| ------ | ---------- | ----------------------------------------------------------------------- |
| 1237.1 | 20732      | Головний зоотехнік                                                      |
|        | 22157      | Зоотехнік                                                               |
|        | 22160      | Зоотехнік відділення (комплексу, сільськогосподарської дільниці, ферми) |
|        | 22163      | Зоотехнік з контролю якості продукції                                   |
|        | 22166      | Зоотехнік з племінної справи                                            |